# 中間型インスリン
中間型インスリン（Neutral Protamine Hagedorn insulin，NPHインスリン、中性プロタミンハーゲドンインスリン）は、イソフェンインスリン（Isophane insulin）とも呼ばれる中時間作用型インスリンであり、糖尿病患者の血糖値コントロールを助ける為に投与される。1日1～2回、皮下注射で使用する。効果は通常90分以内に現れ、10～16時間程度持続する。
NPHインスリンは、通常のインスリンとプロタミンを正確な割合で亜鉛とフェノールと混合し、中性pHを維持し結晶を形成するように製造されている。
詳細はインスリン製剤を参照。

## 名称
NPHの名称は、中性pH（pH=7、neutral）、プロタミン（タンパク質、protamine）、ハンス・クリスチャン・ハーゲドン（インスリン研究者、Hagedorn）に由来している。

## 参考資料
1. 1 2 3 4  “Insulin Human”.   The American Society of Health-System Pharmacists. 2016年10月22日時点のオリジナルよりアーカイブ。2017年1月8日閲覧。
2. 1 2  Owens, D. R. (1986). Human Insulin: Clinical Pharmacological Studies in Normal Man. Springer Science & Business Media. pp. 134–136. ISBN 9789400941618.  オリジナルの2017-01-18時点におけるアーカイブ。
3. 1 2 3   British national formulary: BNF 69 (69 ed.). British Medical Association. (2015). pp. 464–472. ISBN 9780857111562
4. ↑  Owens, D. R. (1986). Human Insulin: Clinical Pharmacological Studies in Normal Man. Springer Science & Business Media. pp. 134–136. ISBN 9789400941618.  オリジナルの2017-01-18時点におけるアーカイブ。